# Dana McLemore
Dana McLemore é um ex-jogador profissional de futebol americano estadunidense.

## Carreira
Dana McLemore foi campeão da temporada de 1984 da National Football League jogando pelo San Francisco 49ers.